# Entre Pancho Villa y una mujer desnuda
Az Entre Pancho Villa y una mujer desnuda (magyar címe nincs, jelentése: Pancho Villa és egy meztelen nő között) egy 1996-ban bemutatott mexikói romantikus vígjáték.

## Cselekmény
|  | Alább a cselekmény részletei következnek! |

A történet a 20. század végén játszódik Gina és Adrián főszereplésével. Mindketten a mexikói forradalom vezérének, Pancho Villának a rajongói, Adrián könyvet is ír róla, amiben Gina segédkezik. A férfi és a nő nem szerelmes egymásba, de fenntartanak egy különös kapcsolatot, ami leginkább szexuális együttlétekben nyilvánul meg. Egy idő után a nő házasságot és gyereket akar, de a férfi ezt visszautasítja, és hónapokra eltűnik. Amikor visszatér, mert szíve mégis visszahúzza a nőhöz, ő már egy nála sokkal fiatalabb kollégájával, Ismaellel él együtt.
Most már Adrián szeretne házasságot, de most már Gina nem akar erről hallani. Adrián mellett ekkortól kezdve megjelenik Pancho Villa „szelleme”, akit rajta kívül senki más nem lát, és aki tanácsokat ad neki, hogyan viselkedjen a nővel szemben. Minden alkalommal, amikor Gina a valóságban valamilyen „kedvezőtlen” módon reagál, hirtelen lövés vagy késszúrás éri a férfi lelkét is szimbolizáló Villa-szellemet.
|  | Itt a vége a cselekmény részletezésének! |

## Szereplők
- Diana Bracho ... Gina López
- Arturo Ríos ... Adrián Pineda
- Jesús Ochoa ... Pancho Villa
- Gabriel Porras ... Ismael
- Zaide Silvia Gutiérrez ... Villa felesége
- Angelina Peláez ... Villa anyja

## Díjak és jelölések
| 1996 | Ariel-díj                     | Ezüst Ariel, legjobb férfi mellékszereplő | Jesús Ochoa                    | Elnyerte |
| 1996 | Ariel-díj                     | Arany Ariel                               |                                | Jelölés  |
| 1996 | Ariel-díj                     | Ezüst Ariel, legjobb színésznő            | Diana Bracho                   | Jelölés  |
| 1996 | Ariel-díj                     | Ezüst Ariel, legjobb női mellékszereplő   | Zaide Silvia Gutiérrez         | Jelölés  |
| 1996 | Ariel-díj                     | Ezüst Ariel, legjobb speciális hatások    | Sergio Jara                    | Jelölés  |
| 1996 | Ariel-díj                     | Ezüst Ariel, legjobb első munka           | Isabelle Tardán, Sabina Berman | Jelölés  |
| 1996 | Guadalajarai filmfesztivál    | Közönségdíj                               |                                | Elnyerte |
| 1995 | Mexikói filmes újságírók díja | Legjobb szerkesztés                       | Javier Bourges                 | Elnyerte |